# Síndrome de dolor regional complejo
El síndrome del dolor regional complejo (SDRC o, CRPS por sus siglas en inglés), también llamado algodistrofia o distrofia simpática refleja, es una enfermedad crónica, progresiva, que se caracteriza por un dolor intenso, hinchazón y otros cambios en la piel. El dolor sobrepasa lo esperado en función de la causa aparentemente originaria. Se clasifica en dos tipos, cuando ocurre como un trastorno neurológico crónico casi siempre en brazos y piernas se denomina Atrofia de Sudeck.

## Historia
El síndrome de distrofia simpática refleja (SDSR) se ha reconocido como entidad desde mediados del siglo XIX, que recibía el nombre de causalgia, un nombre elegido para describir el dolor intenso, ardiente en una extremidad después de haber recibido una lesión. Desde entonces, el SDSR ha tenido una serie de cambios en el nombre. Bonica, en un intento de ordenar los criterios diagnósticos, acuñó el término distrofia simpática refleja en el año 1953, describió los estadios evolutivos del SDSR y propuso para su tratamiento la terapia con bloqueos nerviosos. La Asociación Americana de Cirugía de la Mano propuso cambiar el nombre al síndrome de dolor simpático sostenido. Un consenso de expertos recomendó luego un cambio al actual término síndrome de dolor regional complejo (SDRC). Sin embargo, muchos profesionales de la salud siguen utilizando el término SDSR, el cual actualmente equivale al síndrome de dolor regional complejo tipo 1 y el síndrome de dolor regional complejo tipo II es el que se conocía con el nombre de causalgia.

## Clasificación
Con el fin de facilitar su diagnóstico diferencial con otros tipos de dolor crónico, el síndrome del dolor regional complejo tiene dos formas, basado en la presencia de lesión del nervio después de una lesión:
- El SDRC 1 o Atrofia de Sudeck es un trastorno neurológico crónico que ocurre casi siempre en los brazos o las piernas después de una lesión menor.
- El SDRC 2 es causado por una lesión al nervio, anteriormente llamado causalgia.

## Etapas del Síndrome de Sudeck
Etapa IAguda
Esta primera etapa puede durar hasta 3 meses. Empieza con un dolor junto con ardor, por lo que la sensibilidad aumenta al contacto físico. Igualmente, se presenta en el cuerpo rigidez e inflamación de las articulaciones. Con esto sigue con una zona de calor y enrojecimiento en el miembro del cuerpo más afectado.
Etapa IIDistrófica
En esta etapa puede perdurar desde 3 hasta 12 meses. Aquí es donde incrementa la hinchazón y puede alterar peligrosamente el miembro afectado. Además, la temperatura de la piel se convierte poco a poco más fresca. Cabe mencionar, las uñas de las manos se tornan quebradas y el dolor es un poco más disipado. Y por último, aumenta la rigidez y la parte afectada es más sensible al tacto.
Etapa IIIAtrófica
La etapa tres surge al pasar ya un año que la enfermedad integra en la persona. La piel de la zona más afectada se torna de un color pálido. Asimismo, se pone seca y muy tensa. En resumen, se llega a la conclusión de que hay pocas esperanzas de recuperar el movimiento de la zona afectada. Por lo tanto, el dolor disminuye y la condición y aspecto se propaga a otra parte del cuerpo.

## Tratamientos
Por lo general, los tratamientos conocidos para esta enfermedad son tan comunes como las otras. A saber, estos son medicamentos, fisioterapia, biofeedback, termoterapia y crioterapia. Cabe destacar que esta enfermedad no tiene cura, por lo que es bueno hacer estos tratamientos frecuentemente. El tratamiento consiste básicamente en medicamentos para el dolor nervioso y cuidado personal. En ciertos casos, si estás terapias y tratamientos no logran mejoría notable en el paciente, se deberá recurrir a intervencionismo, tales como el bloqueo nervioso o la simpatectomia.